# 武田信玄 (1966年のテレビドラマ)
『武田信玄』（たけだしんげん）は、1966年7月2日から1967年3月25日までよみうりテレビ制作・日本テレビ系列の土曜19時00分 - 19時30分（JST）に放送された時代劇である。全39回。大塚製薬の一社提供番組。

## 概要
後半生の信玄像ではなく、甲信越の小国・甲斐に生まれ、「甲州のトラ」と呼ばれていた青春時代にスポットをあてた作品。
第6話からは、かつて武田氏によって滅亡させられた栗原一族の生き残りである栗原蚊竜軒と妹千草の兄妹が登場。天津敏演じる妖術使いである蚊竜軒の妖術が毎回登場するなど娯楽性が強調されるようになった。

## 出演者
- 武田信玄：倉丘伸太郎
- 武田信虎：高田浩吉
- 今川義元：西村晃
- 織田信長：島田順司
- 山本勘助：遠藤辰雄
- 由布姫：北林早苗
- 百合姫：花園ひろみ
- 快川紹喜：徳大寺伸
- 山田太郎
- 和崎俊也
- 栗原蚊竜軒：天津敏
- 近藤正臣
- 信玄の側近・乾大助：千代田進一

## スタッフ
- 脚本：岸生朗、高丘（高岡）尚平ほか
- 監督：荒井岱志ほか
- 制作：日本電波映画、YTV

## 主題歌・挿入歌
主題歌
- 「戦国騎兵隊」（歌：山田太郎）
  - 作詞：星野哲郎、作曲・編曲：鏑木創

挿入歌
- 「若い虎」（歌：山田太郎）
  - 作詞：本山大生、作曲：小倉博、編曲：鏑木創

## 放送日程
サブタイトル参考：『読売新聞』・『毎日新聞』各縮刷版1966年7月号 - 1967年3月号のラジオ・テレビ欄から。
| 話数   | 放送日   | サブタイトル          |
| 1966年 | 1966年   | 1966年                |
| ------ | -------- | --------------------- |
| 1      | 7月2日   | 若い虎                |
| 2      | 7月9日   | 戦国の花              |
| 3      | 7月16日  | 星に誓う              |
| 4      | 7月23日  | 俺の手に旗を          |
| 5      | 7月30日  | 陽に向うもの          |
| 6      | 8月6日   | 妖術 変幻稲妻くずし   |
| 7      | 8月13日  | 妖術 木の葉返し       |
| 8      | 8月20日  | 妖術 血狂いの刃       |
| 9      | 8月27日  | 妖術 人馬まぼろし落し |
| 10     | 9月3日   | 妖術 呪いの影法師     |
| 11     | 9月10日  | 妖術 蜘蛛の糸         |
| 12     | 9月17日  | 妖術 座頭変化         |
| 13     | 9月24日  | 妖術 眼光乱し         |
| 14     | 10月1日  | 妖術 霧中殺剣         |
| 15     | 10月8日  | 妖術 火焔棒           |
| 16     | 10月15日 | 妖術 水くる魔         |
| 17     | 10月22日 | 妖術 殺光あびせ倒し   |
| 18     | 10月29日 | 妖術 人魂がえし       |
| 19     | 11月5日  | 富士山の妖鬼          |
| 20     | 11月12日 | 謎のかくし湯          |
| 21     | 11月19日 | 魔の谷                |
| 22     | 11月26日 | 鬼伏せ館              |
| 23     | 12月3日  | 恐怖の氷穴            |
| 24     | 12月10日 | 富士の竜虎            |
| 25     | 12月17日 | 越後の牙              |
| 26     | 12月24日 | 奇襲逢魔ヶ原          |
| 27     | 12月31日 | 電撃殺法              |
| 1967年 |          |                       |
| 28     | 1月7日   | 地獄の挑戦            |
| 29     | 1月14日  | 黒姫山の竜神          |
| 30     | 1月21日  | 悪を斬る秘剣          |
| 31     | 1月28日  | 決闘つむじ風          |
| 32     | 2月4日   | 花玄の秘太刀          |
| 33     | 2月11日  | 必殺無情              |
| 34     | 2月18日  | 妖魔天下を狙う        |
| 35     | 2月25日  | 三匹の魔女            |
| 36     | 3月4日   | 魔の血文字槍          |
| 37     | 3月11日  | 殺し屋は仏の顔        |
| 38     | 3月18日  | 最後の必殺剣          |
| 39     | 3月25日  | 決戦川中島            |

## 放送局
以下、放送時間は土曜 19：00 - 19：30
- よみうりテレビ（制作局）
- 札幌テレビ[3]
- 青森放送[4]
- 岩手放送[4]
- 秋田放送[4]
- 山形放送[5]
- 福島テレビ[5]
- 日本テレビ
- 北日本放送[6]
- 静岡放送[7]
- 名古屋テレビ[6]
- 日本海テレビ（当時の放送エリアは鳥取県のみ）[8]
- 西日本放送[9]
- 広島テレビ[9]
- 山口放送[9]
- 南海放送[9]
- 高知放送[9]
- 琉球放送[10]

以下、放送時間は土曜 18：00 - 18：30
- 東北放送[11]
- 新潟放送[11]
- 北陸放送[6]
- 福井放送[12]
- 信越放送[13]
- 山陰放送（当時の放送エリアは島根県のみ）[8]
- 長崎放送[14]
- 熊本放送[14]
- 大分放送[9]
- 宮崎放送[15]
- 南日本放送[15]

以下、放送時間は金曜 18：00 - 18：30
- RKB毎日放送[14]